# Fortaleza de São Sebastião do Castelo

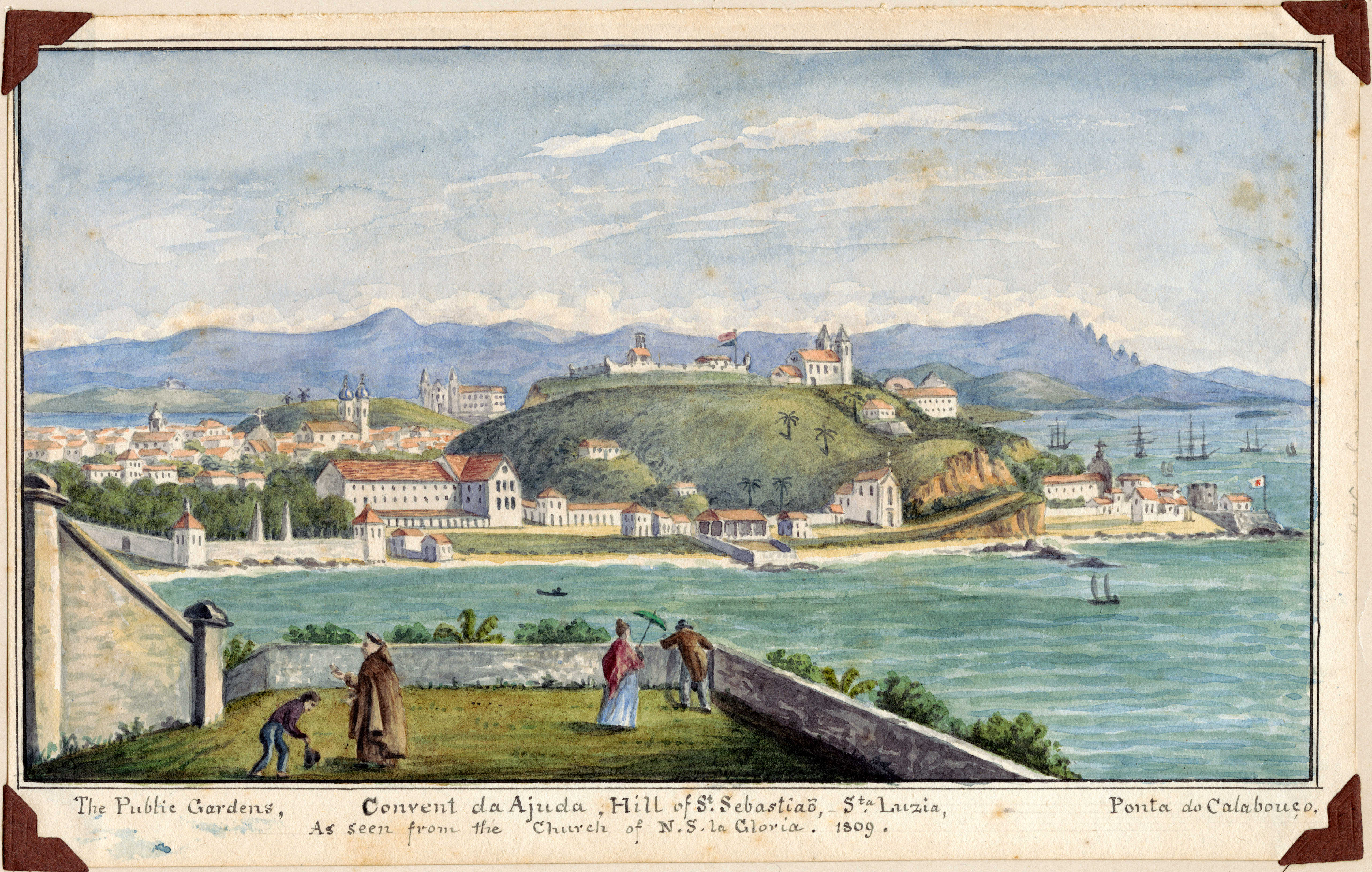
Morro do Castelo, con la Fortaleza y la Iglesia de São Sebastião en la parte superior, en la esquina derecha el Fuerte de São Tiago, junto con la Iglesia de Bonsucesso, y en el ángulo izquierdo el Paseo Público, visto desde la terraza de la Iglesia de Glória, por Richard Bate en 1809.

La Fortaleza de São Sebastião do Castelo fue una antigua fortificación ubicada en la cima del desaparecido Morro do Castelo en lo que hoy es el centro histórico de la ciudad de Río de Janeiro, Brasil.

## Historia
Su estructura original se remonta al traslado de la entonces ciudad de «São Sebastião do Rio de Janeiro» desde el pie del morro Cara de Cão a la cima del morro do Castelo (1567), cuando el gobernador Mem de Sá (1567-1568) inició la construcción de una muralla para defender el centro urbano y de un reducto bajo la invocación de São Januário (Reducto de São Januário, 1572), dominando el fondeadero de los Padres Jesuitas, entonces llamado Largo do Paço, actualmente la Praça XV de Novembro, en el centro histórico de Río de Janeiro.
Estas primitivas estructuras, trincheras y murallas de tierra apisonada, piedra y cal, pilotes y escombros, fueron reforzadas en tiempos del gobernador de la capitanía de Río de Janeiro Cristóvão de Barros (1573-1575), dando al entences conocido como "Morro do Descanso" el nombre popular de Morro do Castelo, pero sólo se completaron durante el primer gobierno de Martim Correia de Sá (1602-1608). 
Durante el segundo gobierno de Duarte Correia Vasques (1645-1648), se levantó un muro cortina que unía la Fortaleza de São Sebastião al Fuerte de Santiago. Fue en este muro cortina donde se abrieron las Puertas de la ciudad de Río de Janeiro, en la rúa da Misericórdia. 
Cuando el corsario francés Jean-François Duclerc invadió (1671-1711), la Fortaleza de São Sebastião lo recibió en el antiguo largo da Ajuda con una descarga de fuego de artillería de pequeño calibre (agosto de 1710). Reconstruida en 1710 por orden del gobernador de la capitanía, Francisco de Castro Morais (1710-1711), su artillería fue reforzada con piezas de la Fortaleza de São João. Así, en el momento de la invasión del corsario francés René Duguay-Trouin (septiembre de 1711), estaba armado con sólo cinco piezas  de hierro y bronce de diferentes calibres, mientras que el Reducto de São Januário tenía once piezas y el Fuerte de São Tiago otras cinco. Esta vez, por orden del mismo gobernador, la fortaleza no ofreció resistencia al invasor y fue evacuada junto con la ciudad. 
Bajo los gobiernos del virrey Luís de Almeida Portugal (1769-1779) y del virrey José Luís de Castro (1790-1801), la fortificación fue mejorada y ampliada.
En el contexto de la Conspiración Minera (1789-1792), la Fortaleza do Castelo fue ocupada por Vicente Vieira da Mota (Contador de João Rodrigues de Macedo), que fue exiliado al interior de Mozambique .
Probablemente desmantelado en la época de la Regencia en 1831, a partir de 1895 albergó una Estación Semafórica, destinada a notificar a la Fortaleza de Santa Cruz da Barra el movimiento de embarcaciones en la bahía de Guanabara mediante banderolas 
Fue derrumbada en 1922 junto con todo el Morro do Castelo, proyecto promovido por el alcalde del entonces Distrito Federal, Carlos Sampaio (1920-1922), para dar paso a los pabellones de la Exposición Internacional del Centenario de la Independencia.